# دیک روت
دیک روت (به انگلیسی: Dick Roth) (زادهٔ ۲۶ سپتامبر ۱۹۴۷) شناگر اهل ایالات متحده آمریکا است.